# Логинов Микола Олексійович
Мико́ла Олексі́йович Ло́гинов (4 грудня 1900, село Вороніно Ржевського повіту Тверської губернії, тепер Тверської області, Російська Федерація — 1967, місто Москва) — радянський партійний діяч, 1-й секретар Тамбовського обласного комітету ВКП(б). Депутат Верховної Ради СРСР 1-го скликання (1941—1946).

## Біографія
Народився в родині робітника-токаря. З травня 1914 року проживав у Петрограді. У травні — серпні 1917 року — бляхар-паяльщик заводу вогнегасників акціонерного товариства «Мінімакс». З вересня 1917 по квітень 1918 не працював, знаходився на утриманні батька. У 1918 році закінчив чотирикласне міське училище в Петрограді.
У квітні — листопаді 1918 року — курсант перших радянських кавалерійських курсів командного складу РСЧА в Петрограді.
З грудня 1918 по березень 1920 року — командир взводу і командир ескадрону 1-ї окремої кавалерійської бригади (з 1919 року — 13-ї окремої кавалерійської бригади) на Південному фронті.
Член РКП(б) з липня 1919 року.
У квітні — червні 1920 року — командир сотні 8-ї червонокозачої дивізії в Криму. З червня по жовтень 1920 року —  командир сотні, помічник командира полку 8-ї червонокозачої дивізії на Польському фронті. У листопаді 1920 — березні 1921 року — помічник командира полку 8-ї червонокозачої дивізії «по боротьбі з бандитизмом» в Київській і Подільській губерніях.
З березня по серпень 1921 року — слухач відділення командирів полків вищої кавалерійської школи в Петрограді.
У вересні 1921 — березні 1923 року — помічник командира 2-го полку 1-ї дивізії Запорізького червоного козацтва «по боротьбі з бандитизмом» в Подільській губернії. З квітня 1923 по березень 1925 року — командир 4-го кавалерійського полку 1-ї Запорізької дивізії РСЧА в містах Деражня і Проскурів Подільської губернії.
У квітні 1925 — липні 1927 року — інструктор окремого кавалерійського прикордонного полку в містах Улан-Батор і Кобдо (Монголія).
З серпня 1927 по серпень 1928 року — слухач відділення командирів полків кавалерійських курсів удосконалення командного складу в місті Новочеркаську.
У вересні 1928 — січні 1929 року — начальник штабу 38-го полку 7-ї кавалерійської дивізії в Мінську.
З січня 1929 по травень 1931 року — не працював, знаходився на пенсії в місті Ялті Кримської АРСР.
У червні — жовтні 1931 року — завідувач павільйону Всесоюзної будівельної виставки в Москві. У листопаді 1931 — січні 1936 року — завідувач мобілізаційного секретного відділу Московської міської і обласної ради профспілок. З січня 1936 по лютий 1937 року — начальник спецвідділу тресту «Мосштамп» у Москві.
У лютому 1937 — січні 1938 року — слухач Промислової академії імені Кагановича в Москві, закінчив чотири курси.
У лютому 1938 — березні 1940 року — 2-й секретар Курського обласного комітету ВКП(б).
У березні 1940 — червні 1942 року — 1-й секретар Тамбовського обласного комітету ВКП(б), голова Тамбовського міського комітету оборони.
У серпні 1942 — квітні 1944 року — заступник начальника відділу кадрів Народного комісаріату середнього машинобудування СРСР.
У квітні — травні 1944 року — 2-й секретар, з травня 1944 по серпень 1951 року — 1-й секретар Ростокинського (Щербаковського) районного комітету ВКП(б) міста Москви.
У серпні 1951 — квітні 1952 року — директор Карачаровського заводу «Пластмас» Міністерства хімічної промисловості СРСР.
З квітня по серпень 1952 року — заступник керуючого Всесоюзного об'єднання «Радекспортфільм».
У серпні — грудні 1952 року — заступник начальника квартирно-експлуатаційного управління Московського військового округу.
З грудня 1952 по серпень 1954 року — заступник директора Головного ботанічного саду АН СРСР у Москві.
З грудня 1954 по жовтень 1955 року — заступник начальника, у жовтні 1955 — січні 1957 року — начальник Управління училищ механізації сільського господарства Головного управління трудових резервів при РМ СРСР.
Потім — на пенсії в Москві. Партійні документи погашені Московським міським комітетом КПРС в жовтні 1967 року як на померлого.

## Нагороди
- орден Вітчизняної війни І ст.
- орден Червоного Прапора
- медалі